# Ciencia agrícola
La ciencia agrícola o ciencias agrarias es un amplio campo multidisciplinario de biología que abarca las partes de las ciencias exactas, naturales, económicas y sociales que se utilizan en la práctica y la comprensión de la agricultura. La ciencia veterinaria, pero no la ciencia animal, a menudo se excluye de la definición. 

## Agricultura, ciencias agrícolas y agronomía
Las ciencias agrícolas abarcan actualmente algunos de los campos más prometedores en términos de investigación tecnológica, incluyendo ingeniería genética, o biocombustibles. Además, la creciente demanda de alimentos, unida a la necesidad de conservar y reutilizar los recursos naturales, sitúa a este campo entre los más importantes en el ámbito de la investigación científica actual, generando una creciente demanda de profesionales que trabajen en esta área.
Los tres términos a menudo se confunden. Sin embargo, cubren diferentes conceptos: 
- La agricultura es el conjunto de actividades que transforman el medio ambiente para la producción de animales y plantas para uso humano. La agricultura se refiere a técnicas, incluida la aplicación de la investigación agronómica.
- La agronomía es la investigación y el desarrollo relacionados con el estudio y la mejora de los cultivos de origen vegetal.

Las ciencias agrícolas incluyen investigación y desarrollo sobre:
- Fitomejoramiento y genética
- Patología vegetal
- Horticultura
- Ciencia del suelo
- Entomología
- Técnicas de producción (por ejemplo, gestión del riego, insumos de nitrógeno recomendados)
- Mejora de la productividad agrícola en términos de cantidad y calidad (por ejemplo, selección de cultivos y animales resistentes a la sequía, desarrollo de nuevos pesticidas, tecnologías de detección de rendimiento, modelos de simulación de crecimiento de cultivos, técnicas de cultivo celular in vitro)
- Minimizando los efectos de las plagas (malezas, insectos, patógenos, nematodos) en los sistemas de producción de cultivos o animales.
- Transformación de productos primarios en productos de consumo final (por ejemplo, producción, conservación y envasado de productos lácteos)
- Prevención y corrección de efectos ambientales adversos (por ejemplo, degradación del suelo, gestión de residuos, biorremediación)
- Ecología de producción teórica, relacionada con el modelado de producción de cultivos.
- Los sistemas agrícolas tradicionales, a veces denominados agricultura de subsistencia, que alimentan a la mayoría de las personas más pobres del mundo. Estos sistemas son interesantes, ya que a veces mantienen un nivel de integración con los sistemas ecológicos naturales mayor que el de la agricultura industrial, que puede ser más sostenible que algunos sistemas agrícolas modernos.
- Producción y demanda de alimentos a nivel mundial, con especial atención a los principales productores, como China, India, Brasil, Estados Unidos y la UE.
- Diversas ciencias relacionadas con los recursos agrícolas y el medio ambiente (por ejemplo, ciencias del suelo, agroclimatología); biología de cultivos y animales agrícolas (por ejemplo, ciencia de cultivos, ciencia animal y sus ciencias incluidas, por ejemplo, nutrición de rumiantes, bienestar de animales de granja); campos como la economía agrícola y la sociología rural; diversas disciplinas abarcadas en ingeniería agrícola.

### Biotecnología agrícola
La biotecnología agrícola es un área específica de la ciencia agrícola que implica el uso de herramientas y técnicas científicas, que incluyen ingeniería genética, marcadores moleculares, diagnóstico molecular, vacunas y cultivo de tejidos, para modificar organismos vivos: plantas, animales y microorganismos.

## Fertilizante
Uno de los reductores de rendimiento más comunes se debe a que el fertilizante no se aplica en cantidades ligeramente más altas durante el período de transición, el tiempo que tarda el suelo en reconstruir sus agregados y materia orgánica. Los rendimientos disminuirán temporalmente debido a que el nitrógeno se inmoviliza en el residuo del cultivo, lo que puede demorar de varios meses a varios años en descomponerse, dependiendo de la relación C a N del cultivo y el medio ambiente local.

## Historia
En el siglo XVIII, Johann Friedrich Mayer realizó experimentos sobre el uso de yeso (sulfato de calcio hidratado) como fertilizante.
En 1843, John Lawes y Joseph Henry Gilbert comenzaron una serie de experimentos de campo a largo plazo en la Estación de Investigación Rothamsted en Inglaterra; algunos de ellos todavía están corriendo.
En los Estados Unidos, una revolución científica en la agricultura comenzó con la Ley Hatch de 1887, que usaba el término "ciencia agrícola". La Ley Hatch fue impulsada por el interés de los agricultores en conocer los componentes de los primeros fertilizantes artificiales. La Ley Smith-Hughes de 1917 cambió la educación agrícola a sus raíces vocacionales, pero la base científica se había construido. Después de 1906, el gasto público en investigación agrícola en los EE. UU. superó el gasto privado durante los siguientes 44 años.
La intensificación de la agricultura desde la década de 1960 en los países desarrollados y países en desarrollo, a menudo conocida como la revolución verde, estuvo estrechamente relacionada con el progreso realizado en la selección y mejora de cultivos y animales para una alta productividad, así como en cuanto al desarrollo de insumos adicionales tales como fertilizantes y pesticidas.

## Impacto y desarrollo
El impacto ambiental de la agricultura, sobre todo de la agricultura intensiva, ha impulsado aparición de nuevos campos, como tecnologías de gestión integrada de plagas, tratamiento de residuos, arquitectura del paisaje, genómica, y la agricultura ecológica. Así como el desarrollo de nuevas tecnologías provenientes de la biotecnología, ingeniería genética, la agrofísica, análisis estadísticos mejorados y agricultura de precisión.
Las principales tendencias actuales de la investigación en este campo se enfocan:
- Mejora de la producción haciendo uso de la biotecnología agrícola (modelación, agricultura de precisión, sistemas de información geográficos (SIG) y sistemas de posicionamiento geográfico (GPS)).
- Estudio de la dinámica de ciclos biogeoquímicos y sus implicaciones en la nutrición vegetal.
- Estudio de la fisiología vegetal para su aplicación en la mejora de la producción.
- Impacto ambiental de los cultivos agrícolas en el entorno, el cambio de uso de suelo y la modificación de los ecosistemas.
- Abastecer a los nuevos mercados como los de sello verde, ecológicos, de servicios ambientales y los de denominación de origen.[17]

Por otro lado, la ciencia agrícola también busca generar nuevas aplicaciones provenientes de las experiencias de la agricultura tradicional y mejorar así los sistemas de agroproducción.

## Destacados científicos agrícolas

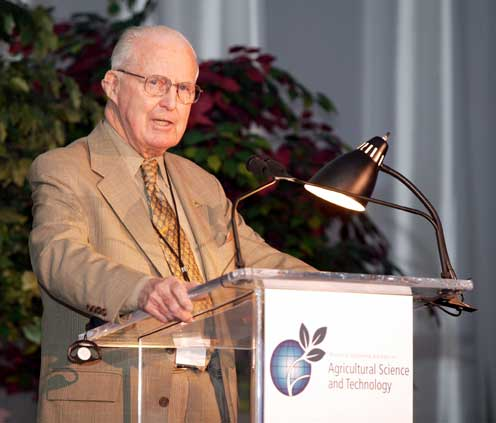
Norman Borlaug, padre de la Revolución Verde.

- Robert Bakewell
- Norman Borlaug
- Luther Burbank
- George Washington Carver
- Carl Henry Clerk
- George C. Clerk
- René Dumont
- Sir Albert Howard
- Kailas Nath Kaul
- Justus von Liebig
- Jay Laurence Lush
- Gregor Mendel
- Luis Pasteur
- M.S. Swaminathan
- Jethro Tull
- Artturi Ilmari Virtanen
- Eli Whitney
- Sewall Wright
- Wilbur Olin Atwater

## Campos o disciplinas relacionadas
- Biotecnología agrícola
- Química agrícola
- Diversificación agrícola
- Educación agrícola
- Economía agrícola
- Ingeniería agrícola
- Geografía agrícola
- Filosofía agrícola
- Comercialización agrícola
- Ciencia del suelo agrícola
- Agroecología
- Agrofísica
- Ciencia Animal
  - Cría de animales
  - La cría de animales
  - Nutrición animal
- Gestión Agrícola
- Agronomía
  - Botánica
  - Producción ecológica teórica
  - Horticultura
  - Fitomejoramiento
  - Fertilización vegetal
- Acuicultura
- Ingeniería biológica
  - Ingeniería genética
- Nematología
- Microbiología
  - Patología vegetal
- Gestión de rango
- Ciencia medioambiental
- Entomología
- Ciencia de los Alimentos
  - Nutrición humana
- Riego y gestión del agua
- Ciencia del suelo
  - Agrología
- Gestión de residuos
- Gestión de la maleza

## Otras lecturas
- Investigación agrícola, medios de subsistencia y pobreza: estudios de los impactos económicos y sociales en seis países Editado por Michelle Adato y Ruth Meinzen-Dick (2007), Informe de política alimentaria de prensa de la Universidad Johns Hopkins
- Claude Bourguignon, Regenerando el suelo: de la agronomía a la agrología, Other India Press, 2005
- Pimentel David, Pimentel Marcia, Computer les kilocalories, Cérès, n. 59, sept-oct. 1977
- Russell E. Walter, Condiciones del suelo y crecimiento de las plantas, grupo Longman, Londres, Nueva York 1973
- Salamini, Francesco; Özkan, Hakan; Brandolini, Andrea; Schäfer-Pregl, Ralf; Martin, William (2002). «Genetics and geography of wild cereal domestication in the near east». Nature Reviews Genetics 3 (6): 429-441. PMID 12042770. doi:10.1038/nrg817.
- Saltini Antonio, Storia delle scienze agrarie, 4 vols, Bolonia 1984–89, ISBN 88-206-2412-5   , ISBN 88-206-2413-3   , ISBN 88-206-2414-1   , ISBN 88-206-2415-X
- Vavilov Nicolai I. (editor de Starr Chester K.), El origen, la variación, la inmunidad y la cría de plantas cultivadas. Escritos seleccionados, en Chronica botanica, 13: 1–6, Waltham, Mass., 1949–50
- Vavilov Nicolai I., Recursos mundiales de cereales, cultivos de semillas leguminosas y lino, Academia de Ciencias de Urss, Fundación Nacional de Ciencias, Washington, Israel Programa de Traducciones Científicas, Jerusalén 1960
- Winogradsky Serge, Microbiologie du sol. Problemas y métodos. Cinquante ans de recherches, Masson & c.ie, París 1949